# سی‌اف‌ای‌وی گلنویس (وای‌تی‌بی ۶۴۲)
سی‌اف‌ای‌وی گلنویس (وای‌تی‌بی ۶۴۲) (به انگلیسی: CFAV Glenevis (YTB 642)) یک کشتی است که طول آن ۲۸٫۹۵ متر (۹۵ فوت ۰ اینچ) می‌باشد. این کشتی در سال ۱۹۷۶ ساخته شد.